# Runmarö
Runmarö ist mit rund 1.500 Hektar eine der größeren Inseln im Stockholmer Schärengarten. Sie befindet sich südlich von Kanholmsfjärden, in der Mitte von Sandön im Osten und Stavsnäs im Westen auf Värmdös östlichsten Teil. Die Insel ist zirka 3 Kilometer lang und 5 Kilometer breit. Der höchste Punkt befindet sich 35 Meter über Meeresniveau. Die Anzahl der Einwohner liegt bei etwa 300. In den Sommermonaten steigt diese Zahl auf 3.000 bis 4.000 Personen. Der Grund sind die vielen Sommergäste auf Runmarö. Auf der Insel gibt es unter anderem eine Gaststätte, ein Kino, Cafés, eine Bäckerei, einige Geschäfte, eine Bootswerft sowie Tennis- und Fußballplätze. Runmarö ist bekannt für seine vielen Orchideenarten.
Die regulären Bootslinien fahren ab Stavsnäs und legen an Runmarös Anlegestellen in Styrsvik, Gatan und Långvik an.

## Geschichte

### Ortsname
Der Name Runmarös war im 12. Jahrhundert "Rudmi", in den 1500er und 1600er Jahren "Rödman", "Rudman", "Rumban" oder "Rumman" und wurde erst ab dem 17. Jahrhundert Runmarö genannt. Der Name hat vermutlich mit dem Wort "Rodd" (deutsch Rudern) zu tun. In alten Zeiten war man sehr oft gezwungen, die Segelschiffe in den Buchten der großen Inseln gegen die Strömung zu rudern.
Eine andere Theorie zur Entstehung des Ortsnamens besagt, dass der Name von den vielen rötlichen Steinplatten stammt, die man auf Runmarö und in dessen Umgebung findet. Die alten schwedischen Ursprungsworte sind: rudhme, rødhme, 'rötlich; Rost'.
"Rumlarön" ist ein Spitzname der Insel, den August Strindberg in einem Brief von 1906 an seinen Freund Gustaf Jansson in Långvik verwendete.

### Kalk- und Mineraliengewinnung
Der älteste Text über Runmarö stammt aus dem Jahre 1288, als Magnus Ladulås Orminge, Runmarö, Skarp-Runmarö, Munkö und viele andere Inseln dem Sankta Klara Kloster auf Norrmalm und dem Gråbrödraklostret (Einem Franziskanerorden) auf Riddarholmen spendete. Auf Runmarö gibt es Kalkstein. Schon im 12. Jahrhundert wurde dieser gewonnen und zu Kalk gebrannt. Das gewonnene Produkt war in erster Linie Maurerkalk in Pulverform. Außer von den Klosterbaunationen wurde Kalk aus Runmarö in den ältesten Teilen der Riddarholmskyrkan verwendet. Nach der Reformation übernahm das schwedische Königshaus die Macht über den Kalkabbau. Im Jahr 1691 schrieb der Direktor für Landvermessung Carl Gripenhielm:
Stockholms Slått [det vill säga Tre kronor] skall mästadels wara upmurat med den Kalck, som är bränd wijd Rumbo [det vill säga Runmarö] Kalckbruuk. 

(deutsch Stockholms Macht [Er meinte die Drei Kronen] ist auf dem Kalk aufgebaut, welcher in Rumbos [Runmarös] Kalkbruch gebrannt wurde.) 

Frei übersetzt aus dem Altschwedischen.
Die zwei größten Kalkbrüche befinden sich in Uppeby und zwischen Lerkila und Nore. Das war der spätere Kalkbruch, welcher das Baumaterial für die Schwedische Krone lieferte. In der Nähe des Strandes gibt es heute noch Hinterlassenschaften aus der alten Zeit. Zu diesen zählen große, sandgrubenähnliche Brennöfen und weiter oben mehrere alte Hausfundamente.
Der Kalkstein wurde aus heute noch sichtbaren Kalkbrüchen in der Nähe abgebaut und wurde entweder von Hand gebrochen oder mit der "Feuermethode" (Wobei der Kalk zuerst mittels eines Feuers heiß gemacht und anschließend schnell mit Wasser abgekühlt wurde) gewonnen.
Es wurden dabei sehr große Mengen Holz verbraucht und alle Inseln in der Umgebung waren über hunderte von Jahren abgeholzt, wie alten Reiseberichten zu entnehmen ist.
Für die Arbeiter, die in der Kalkindustrie beschäftigt waren, gab es eine Form von Arbeitspflicht, besonders für die Bevölkerung von Nämdö und Ornö. Menschen, die zum Beispiel nicht mit in den Krieg ziehen konnten, wurden gezwungen, auf Runmarö zu arbeiten. Außerdem wurden verurteilte Verbrecher und Kriegsgefangene dorthin zur Strafarbeit geschickt. Ab dem 16. Jahrhundert musste der Kalk aus Runmarö immer mehr mit dem Kalk aus Öland und Gotland konkurrieren. Ab 1730 wurde der Kalkabbau auf Runmarö eingestellt.
Im 20. Jahrhundert wurden verschiedene andere Bergbaumaßnahmen erprobt. Mit wechselndem Erfolg.
Eine Fabrik zur Herstellung von Zinkweiß wurde im Jahr 1909 gleich nördlich von Söderby eröffnet. Diese musste jedoch bereits 1919 aufgrund mangelnder Rentabilität wieder schließen. Die Fabrik wurde im Jahre 1967 abgerissen, nachdem diese viele Jahre als Maßstab für die Seefahrt gedient hatte. Mehrere Gruben an der Ostseite Runmarös erinnern an diese Zeit.

### Russische Verwüstungen in Schweden 1719 bis 1721

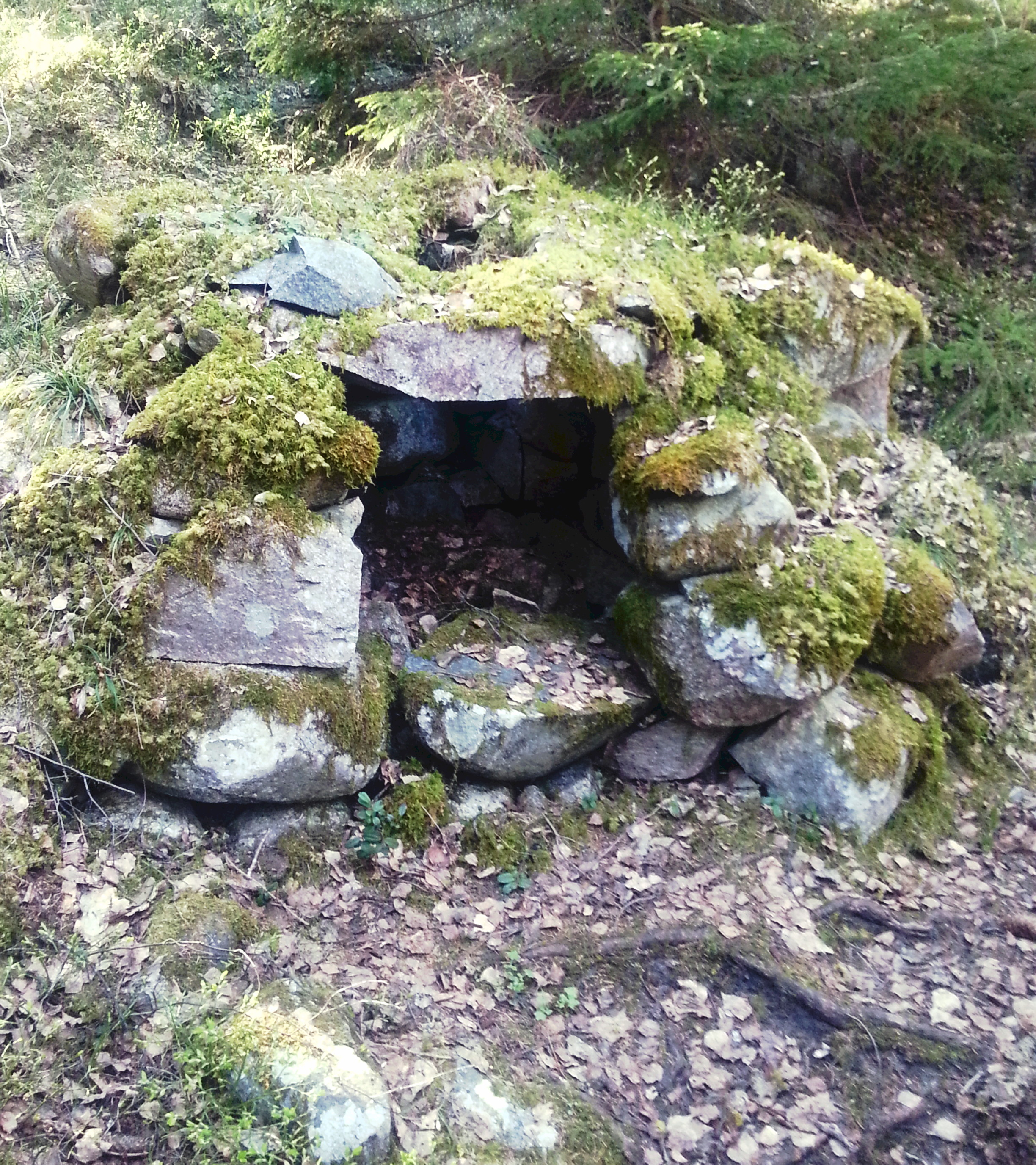
Russischer Ofen

Die Russischen Verwüstungen im Jahre 1719 betrafen auch Runmarö. Bei dem Versuch Stockholm einzunehmen, brannte eine russische Galeerenflotte mehrere Städte und viele einzelstehende Häuser entlang der schwedischen Ostseeküste nieder. Ein Geschwader mit hunderten Schiffen und mehreren tausend Mann Besatzung übernachtete für einige Nächte am Ende der Bucht gleich südlich von Gatan. Am Hang des Ortes, einst Russische Flucht genannt, befinden sich etwa 40 Meter vom Strand entfernt die Ruinen einiger Russischer Öfen. Diese dienten in damaliger Zeit zum Kochen und als Wärmespender.
Eines der wenigen erhalten gebliebenen Häuser aus dieser Zeit befindet sich in der Båtsmanstorpet (deutsch Bootsmannskate) Nummer 95 in Södersunda. In diesem Haus ist heute ein kleines Privatmuseum untergebracht, in dem sich tausende alter Gebrauchsgegenstände und Dokumente befinden. Die Kate wurde im 16. Jahrhundert an ihrem heutigen Platz errichtet.
Nach einer von Prinzessin Kristina erlassenen Verordnung aus dieser Zeit, hatte jedes Dorf im Kriegsfall einen Soldaten zu stellen. Für die Dörfer entlang der Küste galt, dass dieser Soldat ein Marinesoldat oder Bootsmann sein musste.

### Schule und Kirche
In dem Dorf Uppeby befindet sich die Schule von Runmarö. Dort werden die Klassen 1 bis 9 unterrichtet. Außerdem gibt es dort noch eine Vorschule. Im 20. Jahrhundert ist die Anzahl der Kinder in der Vorschule stetig gesunken. Heute besuchen gerade mal 40 Schüler die Schule. Die Reduzierung der Schülerzahlen hat ihre Ursache auch darin, dass es in Djurö eine bedeutend größere Schule gibt.
Die Schule in Runmarö hat eine lange Tradition. Schon 1846 öffnete in Södersund eine Skärgårds-Schule für die Kinder der Lotsen. Dort unterrichtete anfänglich der Organist aus Djurö.
Der Lehrer, der nach ihm kam, hieß Carl Wilhelm Allard. Als dieser im Jahre 1884 seine berufliche Tätigkeit einstellte, wurde in Uppeby eine neue Schule gebaut (Im neuen Pfarrgarten).
Die erste Lehrerin in dieser Schule hieß Selma Söderström. Die Zahl der Schüler stieg sehr schnell an und es dauerte keine zwei Jahre, da wurde es nötig, einen zweiten Lehrer einzustellen. Dieser hieß Gustav Hellqvist. Hellqvist riss sich für die neue Schule förmlich in Stücke, doch er verfügte nur über ein sehr geringes Budget. Insgesamt leistete der Lehrer Hellqvist in den 40 Jahren, in denen für die Schule tätig war, sehr gute Arbeit. Im Jahr 1953 wurde in Uppeby ein neues Schulgebäude errichtet. Schon 20 Jahre später musste die Schule auf Grund von Schülermangel wieder schließen. Doch weil sich Runmarös Interessenvereinigung und viele andere sehr stark dafür einsetzten, konnte die Schule im Jahr 1980 wieder eröffnet werden. Ab 1983 war es an dieser Schule möglich, einen Hochschulabschluss zu machen.
Auf Runmarö gibt es keine eigene Kirche. Lediglich eine kleine Kapelle, die im Sommer 1973 eingeweiht wurde. Der Bau der Kapelle und der des umgebenden Kirchgartens konnten durch eine Schenkung von dem Rechtsanwalt Gösta Grönberg ermöglicht werden. Dieser wohnte auf Söderby Kullskär und stiftete das Land und eine Geldsumme in Höhe von 10.000 Schwedischen Kronen. 1947 wurde eine Stiftung zur Verwaltung der Kapelle gegründet. Der Kirchgarten und der Glockenturm wurden im Sommer 1953 eingeweiht. Die Kapelle, die von Gösta Uddén entworfen wurde, hat anstelle des Altars eine große Fensterwand mit Ausblick auf die Natur. Der Glockenturm hat folgende Inschrift: Ich läute für ewigen Frieden, bis ans Ende der Zeiten.

## Geografie

### Lage

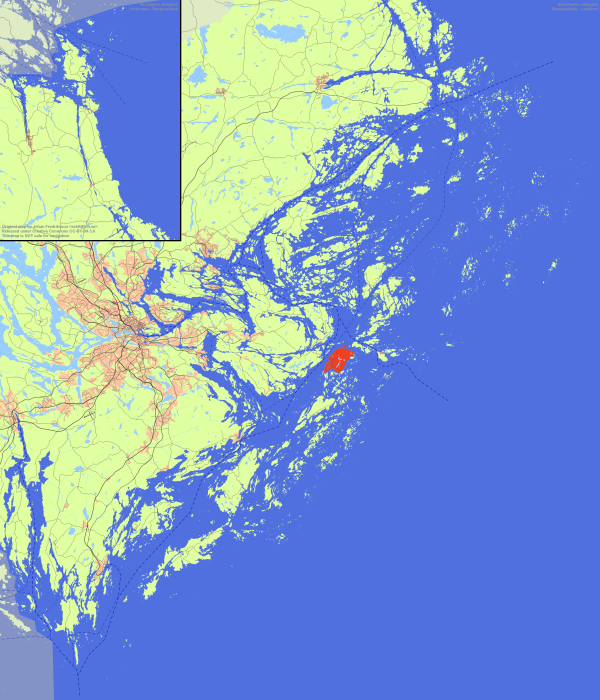
Runmarös Lage in Stockholms Skärgård

Runmarö liegt östlich vom Brandfjärden und gehört zum Runmarö-Archipel, welcher aus einigen hundert kleiner Inselchen besteht. Alle zusammen befinden sich in einem etwa 7 × 10 Kilometer großen Meeresgebiet. Die Inselgruppe erstreckt sich von Runmarö im Norden bis nach Aspö im Süden. Fast alles Land befindet sich in Privatbesitz, bis auf ein paar kleine Bereiche, die zum Eigentum der Värmdö Kommun gehören. Das Grundgestein des Archipels besteht aus Kalkstein, welcher mit dafür verantwortlich ist, dass es eine reiche Pflanzenwelt auf der Insel gibt. Der Teil der Insel, der sich in Stockholms skärgård befindet, liegt an einem Knotenpunkt zwischen wichtigen Fahrrinnen und hat schon früher bei einem Angriff feindlicher Truppen auf Stockholm als Truppenbasis gedient. Durch die besondere Lage der Insel ist diese besonders als Lotsenstützpunkt geeignet gewesen.

### Häuser und Straßen
Die Bebauung von Runmarö konzentriert sich auf die, auf der Insel gelegenen Dörfer. Davon sind mehrere im typischen Baustil der Skärgårds errichtet. Die ältesten Dörfer wurden teilweise mit dem Aufleben der Kalkindustrie und teilweise von den damaligen Lotsen gegründet. Auf der Insel gibt es ein Netz von Straßen und Wegen. Dies sind überwiegend Schotterwege, welche sich sternförmig von der Mitte der Insel ausgehend verzweigen. Auf den meisten dieser Wege ist es möglich, entlang der Inselküste zu wandern oder mit dem Fahrrad zu fahren.

### Binnenseen
Auf der Insel gibt es neun Binnenseen. Diese werden auf der Insel Träsk (deutsch Tümpel, Teich.) genannt. Die Namen der Seen sind: Viträsk, Uppeby träsk, Nore träsk, Kasviken, Styrsviksträsk, Nästräsk, Hemträsk, Svartträsk und Silverträsk.
Der Silverträsk ist ein kleiner Waldsee, der von nährstoffarmen Sümpfen umgeben ist. Den See umgibt ein ganz besonderer Charme. August Strindberg, welcher die Sommer der Jahre 1889, 1890 und 1891 auf der Insel verbracht hatte, angelte in diesem See Hechte. Wahrscheinlich ist es aber nicht dieser See, den er in seiner Novelle Silfverträsket erwähnte, sondern der Nästräsk.
Wie die übrigen Seen auf der Insel war der Viträsk während des Mittelalters noch eine Bucht. Infolge von Sedimentablagerungen des Meeres entstand später der See.
Das Gebäude ”Hwijte Träsk lag bis zum 17. Jahrhundert auf einer Wiese zwischen den Wegen und dem Viträsk. Die Gebäude wurden vermutlich in Zusammenhang mit den russischen Überfällen im Jahr 1719 in das Dorf Vånö verlegt. Noch heute findet man dort Ruinen der alten Bebauung sowie Johannis- und Stachelbeerbüsche und andere Nutzpflanzen.

### Styrsvik

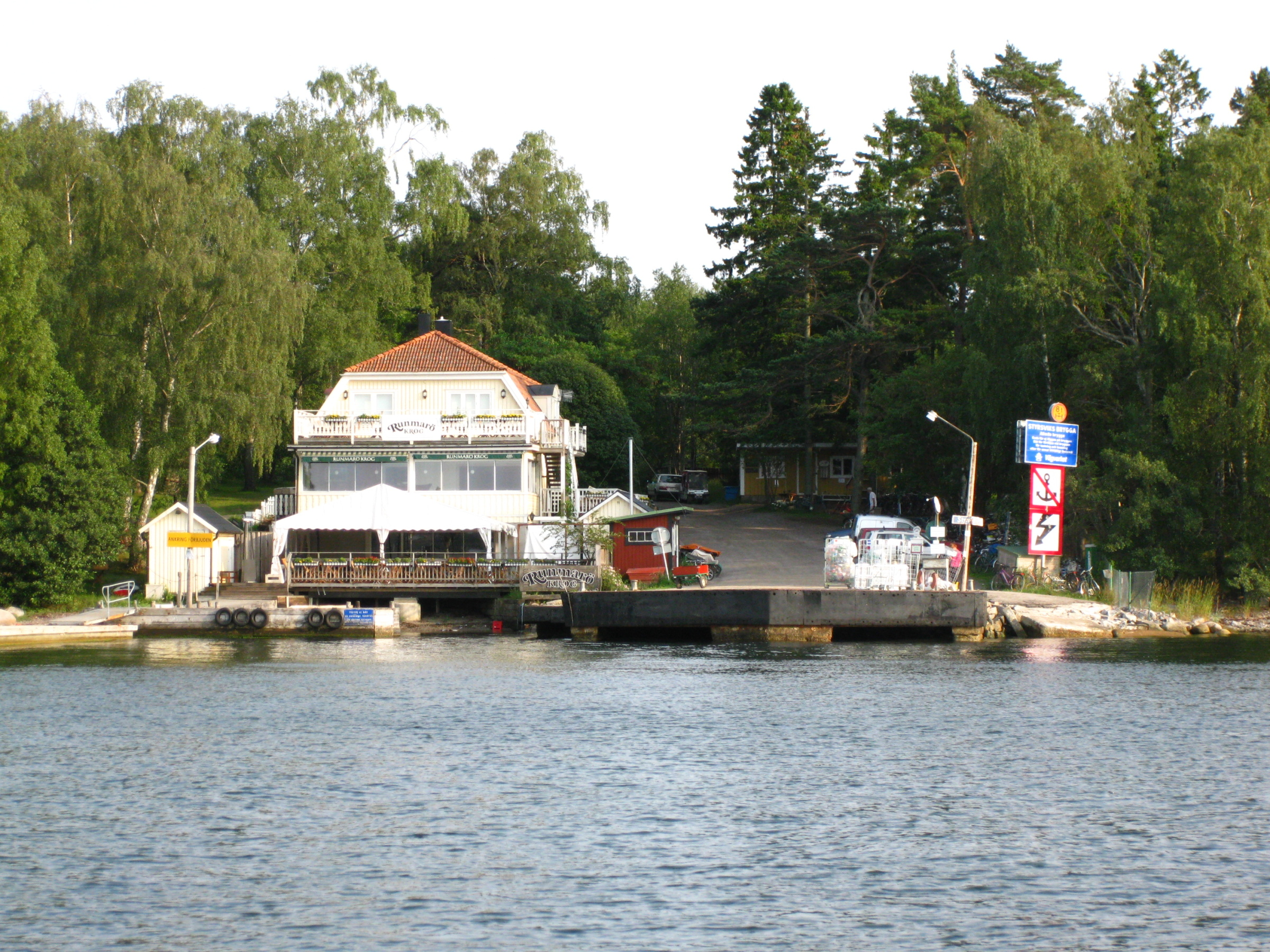
Styrsviks Landungssteg und Runmarös Gaststätte

In Styrsvik befindet sich der Hauptlandungssteg für den Personen- und Gütertransport nach Runmarö. Dort haben auch Lebensmittelgeschäfte, die Apotheke, das Systembolaget, ein Fahrradverleih, ein Restaurant sowie die zentrale Recycling-Station ihren Sitz. Styrsvik wird von zwei Bootslinien angelaufen. Einmal von der Linie Stavsnäs–Sandhamn und Stavsnäs–Nämdö–Mörtö–Tyresö–Saltsjöbaden.
Der Lotsenausguck in Styrsvik ist eine einsame Hütte auf einer kahlen Bergnase südlich des alten Dampfschiff-Anlegestegs.

### Långvik, Stenbro und Lerkila
Das Dorf Långvik befindet sich in der großen nördlichen Bucht auf Runmarö. Es ist eingebettet in eine vergleichsweise üppige Vegetation. Das Dorf zog aufgrund von Landerhöhungen von seinem angestammten Platz etwa einen Kilometer weiter hinab ins Tal.
Stenbro ist ein kleines Dorf, welches etwas abseits der üblichen Bebauung und von Wegen liegt. August Strindberg wohnte hier im Sommer 1890. Er beschrieb das Dorf in einem Brief als entzückend.
Lerkila liegt etwas östlich und unterhalb von der Båtsmanstorpet Nummer 94.
Die Kate bestand 1883 aus einem Raum mit einem Ofen, einem Herd, einem Fußboden aus Planken, einer Zwischendecke aus Brettern, einer Tür mit Schloss und zwei Fenstern. Zusätzlich gab es noch eine Kammer mit einem kleineren Herd, Fußboden aus Holzplanken, einer Zwischendecke aus Brettern und einem Fenster. Die Veranda verfügte über einen Holzfußboden, eine Doppeltür und außen über eine kleine Treppe. Zu der Kate gehörte zudem noch ein Stall mit Scheune. In dem Stall war Platz für eine Kuh und ein paar Schafe. Das Haus wurde abgerissen und das Holz wurde vermutlich als Baumaterial in Solberga verwandt.

### Uppeby, Nore, Gatan und Kila

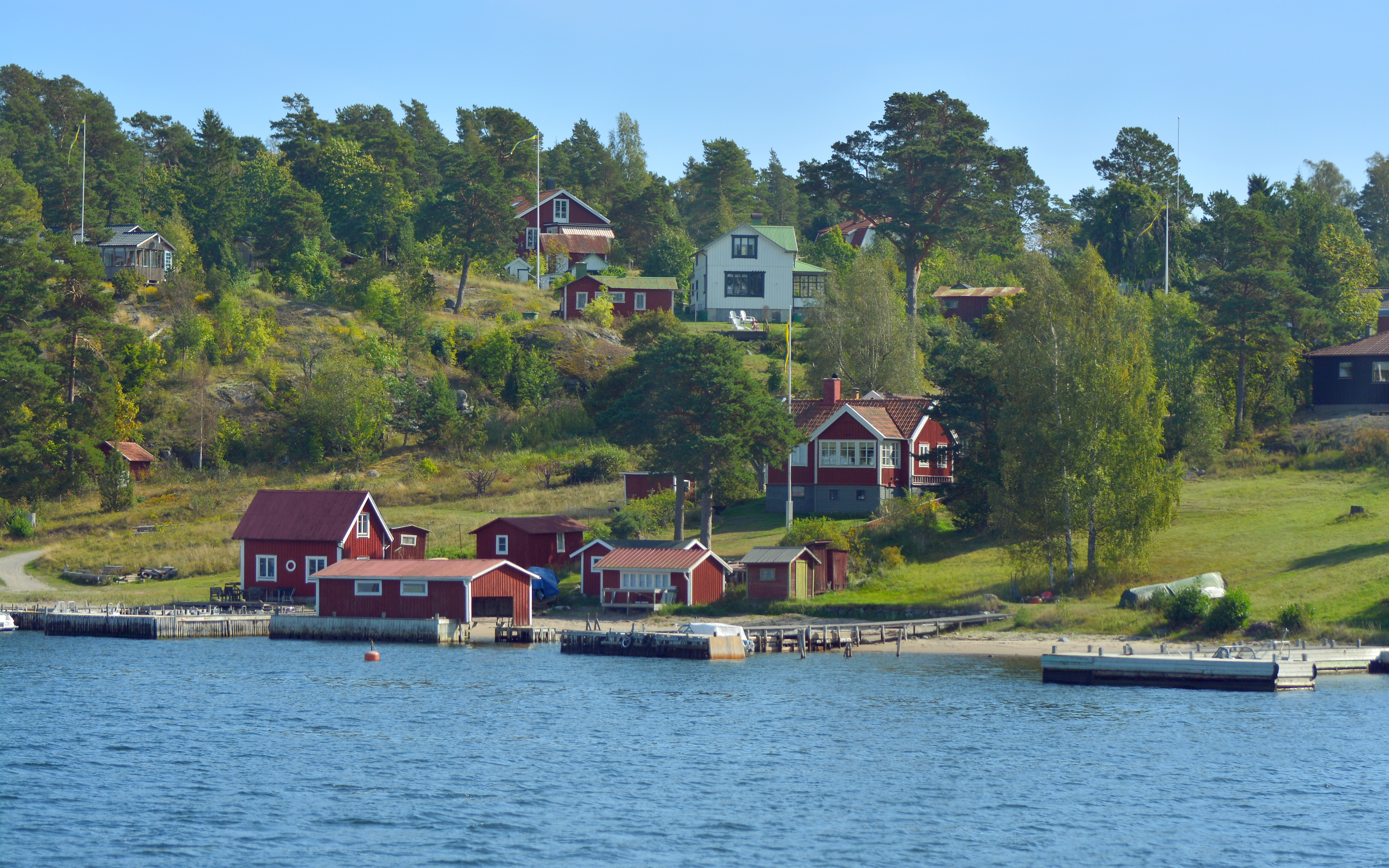
Das Dorf Gatan auf Nord-Runmarö, welches den Namen von den Gat-Becken hat. Im nördlichsten Teil von Nämdöfjärden zwischen Runmarö und Stavnäs.

Uppeby liegt ungefähr auf der Mitte der Insel. Dort, wo viele Wege zusammenlaufen. In Uppeby befindet sich die Schule, ein Tagesheim, die Arztstation, die Bibliothek, eine Kapelle, die Kirche und der Kirchgarten. Das Dorf liegt inmitten der Natur am Uppebyträsk. Entlang des Strandes befinden sich Reste von Gebäuden aus dem 18. Jahrhundert. Diese wurden zur damaligen Zeit verlassen und die Bewohner zogen in die Dörfer Nore, Gatan und Kila, welche sich alle innerhalb der Grenzen Uppebys befinden. Flächenmäßig ist das Dorf das Größte auf der Insel und gehörte früher dem staatlichen Kalkvogt.
In dem alten Haus mit dem zerstörten Dach in Norre wohnte August Strindberg im Sommer 1889. Seine Frau Siri und die Kinder wohnten in dem gelben Haus in der Mitte. Strindberg begann in diesem Sommer mit seinem Roman I havsbandet.

### Vånö by
Das Dorf Vånö befindet sich an der Westseite des Vitträsk. Die Bucht, in der sich das Dorf befindet, wurde durch Sedimentablagerungen vom Meer abgeschnitten. Aufgrund der nun aktuellen Steilheit des Geländes zog das Dorf hinab Richtung Tärnviken. Tärnviken ist inzwischen eine Lagune. Der Zugang zu dem außenliegenden Vånöskäret erfolgt einen kleinen Kanal.
Die Bebauung hat den Charakter einer Sommeridylle und wird ausschließlich von Sommergästen bewohnt.
Zu den prominentesten Sommergästen, die Vånö besuchten, zählten der Fabrikant und Bergmann Burlin, Professor Erik Jorpes (Heparin), Erik und Maja Hahr sowie Birgit und Anders Ortelius.

### Vånö-Skäret
Die Skär ist heute eine Landerhebung und Halbinsel, welche Tärnviken und Vånö By von Süden schützt. In den 1930er-Jahren konnte man noch in dem Graben, der Runmarö von der Schäre trennt, rudern.
Auf Vånö-Skäret wurde Anfang des 19. Jahrhunderts eine Fischerkate erbaut. Diese war nichts anderes als ein Zweizimmer-Häuschen mit einem Eingang über den Empfangsraum, einer Kammer und einem Kachelofen an der linken Seite und geradeaus mit einer Miniküche und einem Eisenofen.
Eine Hühnerleiter führte hinauf ins Obergeschoss und zu einer Schlafkammer. Zusätzlich gab es hinter dem Haus einen kleinen Stall, der sich dicht an die Bergkante schmiegte und ganz in der Nähe des Sees gab es noch einen Erdkeller.

### Söderby
"Gammal-Söderby" (deutsch Alt-Söderby) befand sich während des Mittelalters am südlichen Ende des Viträsk, wo man heute noch Hinterlassenschaften aus dieser Zeit findet. Nach einer Bodenreform im Jahr 1815 zog Söderby an seinen heutigen Platz. Der Telegrafberget (deutsch Telegrafenberg) in Solberga, gleich südlich von Söderby, hat seinen Namen von einem optischen Telegrafen, der sich unter anderem während des Krieges gegen Russland (1809 bis 1811) dort befand. Ab 1836 war dieser dort permanent stationiert. Dieser war später Bestandteil der Telegrafenlinie Korsö-Ingarö-Stockholm und war mit dafür zuständig, Warnungen vor feindlichen Schiffen weiter zu befördern, welche vor Korsö gesichtet wurden. Später im 18. Jahrhundert gab es an dem gleichen Platz ein Leuchtfeuer, von dem man heute noch die Brandspuren im Fels sehen kann. Die optische Telegrafie galt als technisch überholt als die Königliche Elektrische Telegrafengesellschaft ein elektrisches Telegrafensystem einführte. Im Jahre 1869 wurde die optische Telegrafie in Söderby eingestellt.
Von den Telegrafenmasten gibt es heute keine sichtbaren Spuren mehr, aber es lohnt sich, den Berg zu besteigen und die Aussicht von dort zu genießen. Ein teilweise ausgeschilderter Waldweg führt den Berg hinauf. Ausgehend von dem südlichsten Zweig des Wegenetzes von Söderby etwa 100 Meter vom Wasser entfernt.

### Södersunda und Norrsunda
Die ältesten Dörfer auf der Insel sind wahrscheinlich Södersunda und Norrsunda. Diese liegen geschützt zwischen Runmarö und Storön. Diese beiden Dörfer mussten nie wegen Erhebungen des Landes umziehen. Die beiden Dörfer waren Wohnorte für Generationen von Lotsen. Heute befindet sich in Södersunda der allgemeine Badestrand Jerkers Udde und ein Fußballplatz.

## Fauna und Flora
Die Kalkvorkommen im Boden von Runmarö sind sehr gute Voraussetzungen für eine reiche Pflanzenwelt. Besonders für viele verschiedene Orchideen. Es gibt auf Runmarö circa 40 verschiedene Arten. An keinem anderen Ort in Schweden gibt es mehr Orchideenarten auf so begrenztem Raum, Öland und Gotland inbegriffen.
Im gesamten Schärengarten ist die Insel auch zeitgleich die blumenreichste. Hier findet man blumenbestandene Weiden und Kiefernwälder. Am Silverträsk gibt es mindestens sechs verschiedene fleischfressende Pflanzenarten. Alle haben ihre eigene spezielle Fangtechnik.
Eine besondere Rarität auf der Insel ist der Apollo-Schmetterling.

## Sehenswürdigkeiten
In Uppeby gibt es ein Heimatmuseum mit einem aktiven Heimatverein. Das Heimatmuseum wird während des Sommers auch als Café und Kino benutzt. Jedes Jahr wird von dem Heimatverein der Runmarö-Tag organisiert. Dieser findet in der Regel Ende Juli statt.